# Distichophyllum francii
Distichophyllum francii är en bladmossart som beskrevs av Thériot 1909. Distichophyllum francii ingår i släktet Distichophyllum och familjen Hookeriaceae. Inga underarter finns listade i Catalogue of Life.